# Big Science
Big Science é um termo utilizado por cientistas e historiadores da ciência para descrever uma série de mudanças na ciência que ocorreram nos países industrializados durante e após a Segunda Guerra Mundial, como o progresso científico cada vez mais passou a contar com projetos de grande porte geralmente financiados por governos ou grupos governamentais. Esforços individuais ou de pequenos grupos, ou Small Science, ainda são relevantes hoje já que resultados teóricos de autores individuais podem ter um impacto significativo, mas muitas vezes a verificação empírica requer experimentos usando construções, como o Grande Colisor de Hádrons, custando entre 5 e 10 bilhões de dólares.
O aumento do financiamento de governos tem muitas vezes significado o aumento do financiamento militar, que alguns afirmam subverter os ideais da era iluminista da ciência como uma busca por conhecimento puro. Por exemplo, o historiador Paul Forman argumentou que durante a Segunda Guerra Mundial e a Guerra Fria, a escala de financiamento relacionados com a defesa levou a uma mudança na física de básica para pesquisa aplicada. Porém, a partilha generalizada do conhecimento científico é necessário para o progresso rápido para ambas as ciências básicas e aplicadas.
A popularização do termo "Big Science" é geralmente atribuída a um artigo escrito por Alvin Weinberg, então diretor do Laboratório Nacional de Oak Ridge, publicado na revista Science em 1961. Esta foi uma resposta ao discurso de despedida de Dwight D. Eisenhower, em que o presidente dos Estados Unidos em retirada advertiu contra os perigos do que ele chamou de "complexo militar-industrial" e a dominação potencial "de estudiosos da nação por emprego Federal, as alocações de projeto, e o poder do dinheiro".